# Kalendarium Rzepina
Rzepin wczesnośredniowieczna osada położona w dolnej części wzniesienia ponad doliną rzeki Świśliny, datowana na pierwszą połowę X-XI wieku.
Dziś Rzepin Pierwszy, Rzepin Drugi, Rzepin-Kolonia oraz Rzepin Dół stanowiący część Rzepina Pierwszego, 7 km na południe od Starachowic, na lewym brzegu rzeki Świśliny, około 14 km na północ od klasztoru świętokrzyskiego. wsie w województwie świętokrzyskim powiecie starachowickim, gminie Pawłów.
Nazwy lokalne miejscowości w dokumentach źródłowych
1198 „Repinam”, „Repniam”, 1228 „Repin”, 1339 „Rsepino binum”, „Rzepino binum”, 1351, 1553 „Rzepin magnum”, 1400 „Rzepyn”, 1442 „Rzepin”, 1462 „Rzepin”, „Rszepin”, 1470-1480 „Rzepin”, „Rzepina”, 1504 „ Rzepyn”, 1506 „Rzepin maior”, 1510 „Rzepyn maior”, 1519 „Rzepin”, 1529 „ Rzepin Srzepye”, 1530 „Rzepin Maior”, 1531-2 „Rzepyn maior”, 1538 „Rzepin maior”, 1546 „maiorum Rzepin”, „Rzepni”, „Rzepin”, „Rzepin dambrowa”, 1564 „Rzepna utraque”, 1565 „ Rzepin”, 1569 „Rzepin maior”, 1704 „in majori Rzepin”, 1787 „ Rzepin”,

## Podległość administracyjna świecka i kościelna
- 1351 ziemia sandomierska, 1442 powiat sandomierski[3], 1827 powiat opatowski, 1470-80, 1597-1787 1/2 wsi (zobacz Rzepin Pierwszy) w parafia Świętomarz, 1/2 (zobacz Rzepin Drugi) w parafia Pawłów (Długosz L.B.. II 464, 484)[4], 1564-5, 1578 parafia Świętomarz, 1827 parafia Pawłów[1].

## Topografia i przebieg granic wsi
- 1443 na mocy układu między klasztorem świętokrzyskim a opactwem miechowskim granice między Rzepinem i Rzepinkiem należącymi do klasztoru świętokrzyskiego a wsią Jadowniki prepozyta miechowskiego mają pozostać bez zmian, prepozyt rezygnuje z pretensji do boru należącego do Rzepina i Rzepinka oraz obiecuje nie zalewać pól opata świętokrzyskiego. wodą płynącą z rzeki Świśliny (Sviszlina) do jego młyna, chyba że nastąpi powódź, zaś opat świętokrzyski. zobowiązuje się do tego samego przy swoim stawie[3],
- 1470–1480 graniczy ze Świśliną, Radkowicami, Zawadą, Dąbrową, Pawłowem, Warszowem, Jadownikami, Krzyżową Wolą i Rzepinkiem (Długosz L.B.. III 236-8, 414),
- 1477 w Rzepinie wydany dokument graniczny.
- 1519 Stanisław z Janczyna podkomorzy sandomierski rozgranicza należące do klasztoru świętokrzyskiego wsie Rzepin i Rzepinek od wsi Świślina i Radkowice, włości Jana Konarskiego bpa krakowskiego. Granica prowadzi od kopca k. rz. Świśliny (Suislina) usytuowanego pod wzgórzem, k. łąki w górę przez wierzchołek wzniesienia zwany „Gorki”, zaroślami do drogi zwanej „Jadowska”, która biegnie z Jadownik do m. Wąchocka, za nią do miejsca zwanego „Smuzek Sczybsza” i dalej do boru, borem do drogi zwanej „Stankomieska droga, borem według znaków krzyża do rz. Lubonia, której środkiem wiedzie granica. Zastrzeżono też wolne pastwisko dla poddanych klasztoru i biskupa[5],
- 1532 rozgraniczenie między Rzepina, Rzepinkiem, Wanacją, Pawłowem, Dziurowem i Michałowem a wsiami Lipie, Małyszyn i Lubienia bpa krak. ([6] rps 10543 65),
- 1546 sołtys Michałowa uzyskuje między innymi łan liczący 10 staj k. miedzy łanu „Depciński”, z obu stron rzeki Jaworka, z łączkami na krańcach i w środku tegoż łanu od rzeki Świśliny (Swiślina) przepływającej przez Rzepin w stronę wsi Jawor[7]
- 1565 tenże posiada z dawna między innymi łan liczący 10 staj między rolą „Depcińsa” a obu brzegami rzeczki Jaworka z łąkami położonymi na jego przymiarkach i w środku, od rzeki Świśliny (Swiślina) przepływającej przez Rzepin, w stronę wsi Jawor, rolę zwaną „Ciatartowska”, liczącą 8 staj między rolą Stanisława Sikory a rolą Pawlika poddanego klasztoru z Rzepina, z łąką zwaną „Zdunkowska”, podzieloną przez rzeką Świślinę, między łąkami Sikory a łąkami poddanych z Rzepina,
- 1572 łąka zwana „Warschowska” od ról Pawłowa do granic ról młynarza w Rzepina,
- 1600 Zbigniew Ossoliński podkomorzy sandomierski rozgranicza Rzepin i Pawłów od Warszowa[6],
- 1601 następuje potwierdzenie powyższego rozgraniczenia,
- 1615 ustalano granice dóbr posiadłości klasztoru świętokrzyskiego i posiadłości Cystersów wąchockich[6] rps 10543 65v),
- 1777 granice między Rzepinem, Rzepinkiem, Wanacją i Michałowem a Krzyżową Wolą i Starachowicami,
- 1780 granice między Rzepinem, Rzepinkiem, Wanacją i Michałowem a dobrami biskupa krakowskiego i Cystersami wąchockimi,
- 1780 graniczy od wschodu z Warszówkiem, od południa z Jadownikami i Świśliną, od północy z włościami Benedyktynów świętokrzyskimi w tym z Michałowem[1].

## Własność
Własność szlachecka następnie klasztoru miechowskiego, od 1339 r. klasztoru świętokrzyskiego.
- 1198 komes Radosław nadaje klasztorowi w Miechowie wieś Rzepin wraz z jej mieszkańcami (Kod. Małop. II 375-6, Długosz L.B.. III 13, 28)
- 1339 Kazimierz Wielki. zaświadcza, że Przybko, podsędek ziemi krakowskiej zamienił z Janem opatem i braćmi klasztoru świętokrzyskiego swoje wsie Rzepin, Rzepinek, Żerniki i Szczybrzę na wsie klasztorne Opatkowice i Zborów oraz przenosi uzyskane przez klasztor wsie na prawie niemieckim[8].
- 1351 Kazimierz Wielki przenosi na prawo średzkie imiennie wyliczone posiadłości klasztoru świętokrzyskiego, w tym Rzepin, Rzepinek i Żerniki,
- 1442 Władysław Warneńczyk przenosi na prawo średzkie imiennie wyliczone posiadłości opactwa świętokrzyskiego, w tym Rzepin, Rzepinek, Lenartów Most i Florencję[9]
- 1470-80 wieś należy do klasztoru świętokrzyskiego, folwark klasztorny obejmujący do 3 łanów, bardzo dobry dwór zbudowany przez opata Michała z Kleparza, 11½ lub 13 łanów kmiecych, 2 zagrody z rolą, 2 lub 4 karczmy z rolą, młyn i staw na rzece Świślinie. Kmiecie płacą po 20 gr czynszu i 4 gr poradlnego, dają po 30 jaj, 2 koguty, 2 sery, pracują po 1 dniu tygodniowo. własnym wozem lub pługiem, zagrodnicy płacą czynsz, jedna karczma płaci 16 sk., druga, zwana „w Zawadzie”, 1 wiardunek czynszu, młyn daje wymiar (Długosz L.B.. III 235-6, 1438-9, II 464, 484-5),
- 1504 pobór z 2½ łana i karczmy dorocznej[10]
- 1506 pobór z 1 łana
- 1510 pobór z 2¾ łana, karczmy i 2 kół korzecznych i stępa[11]
- 1529 klasztor daje pobór z 4 łanów, karczmy i młyna o 1 kole (RP),

1529 należy do stołu opata świętokrzyskiego, wieś płaci 2/4 grzywny czynszu, młyn płacił niegdyś 3 grzywny czynszu, obecnie daje wymiar,
- 1530-1531 pobór z 1½ łana, od 1 zagrodnika i z młyna dorocznego o 1 kole i stępa[12]
- 1532, 1538 pobór z 1½ łana, karczmy i młyna dorocznego o 1 kole.
- 1546 rola sołtysa Michałowa w Rzepinie
- 1546 rządca klasztoru z Rzepinie pilnuje razem z sołtysem Michałowa stawów klasztornych na rzece Kamiennej (Camijona), broniąc ich przed przyborem wód, młynarz w Michałowie miele bez wymiaru zboże między innymi z dworu opata w Rzepinie[7],
- 1553 Zygmunt August przenosi na prawo niemieckie imiennie wyliczone posiadłości klasztoru świętokrzyskiego, w tym Rzepin i Rzepinek
- 1564-1565 Rzepin i Rzepinek należą do klasztoru świętokrzyskiego
- 1565 w Rzepinie oznaczono role sołtysa Michałowa
- 1565 rządca klasztoru z Rzepinie pilnuje razem z sołtysem Michałowa stawów Michałowskich przed przyborem wód, młyn w Michałowie miele bez wymiaru zboże z dworów klasztoru między innymi w Rzepinie[13]
- 1569, 1571, 1577 opat świętokrzyskiego daje pobór z 3 łany, od 1 zagrodnika z rolą, 1 komornik, z karczmy i młyna o 1 kole[14], 1578 klasztor świętokrzyski daje pobór od 11 kmieci na 3½ łanach, 5 zagrodników z rolą, 5 komorników bez bydła, z dziedzicznej karczmy z rolą i młyna dorocznego o 1 kole i stęp
- 1608–1634 opat Bogusław Radoszewski rozpoczął budowę w Rzepinie, należącym do stołu opata, murowanych zabudowań, po których jeszcze w XVII/XVIII w. widać ruiny[15]
- 1629 opat świętokrzyskiego daje pobór od 11 kmieci na 3½ łanach, 5 zagrodników z rolą, 5 komorników bez bydła, z karczmy z kwartą roli, młyna dorocznego o 1 kole i stęp
- 1657 gajowy z Rzepina pilnuje lasów koło Wierzbnika[16],
- 1662 z Rzepina w parafii Pawłów opat świętokrzyski płaci pogłówne od zarządcy z żoną i jego ubogiego brata, 6 czeladzi folwarcznej i 40 mieszkańców wsi, z Rzepina w parafii Świętomarz od 71 mieszkańców[17]
- 1673 z Rzepina w parafii Świętomarz opat świętokrzyski daje pogłówne od zarządcy Wojciecha Gnatowskiego i wdowy Swierskiej, 119 czeladzi folwarcznej i mieszkańców wsi.
- 1674 z Rzepina w parafii Pawłów opat świętokrzyski daje pogłówne z folwarku rzepińskiego, od Gnatowskiego ze Swierską, 5 osób ich służby, 36 mieszkańców wsi oraz 7 mieszkańców młyna, z Rzepina w par. Świętomarz pogłówne od 74 mieszkańców,
- 1685 przeor i ekonom klasztoru świętokrzyskiego, komisarze opata Michała Komornickiego, odbierają za różne przewinienia wójtowi z Kuczowa młyn i przekazują go na użytek dworu w Rzepinie[18]
- 1780 Rzepin stanowi centrum zarządu klucza rzepińskiego dóbr stołu opata komendatoryjnego, obejmującego Rzepin, Bogusławice, Dąbrowę [obecnie Poduchowną], Dziurów, Kuczów, Michałów, Pawłów, Pisarkę, Rzepinek, Wanację, Wierzbnik i Zawadą. 8 dymów dworskich. Drewniany dwór opata, 4-pokojowy z sienią, garderobą i kaplicą, naprzeciw oficyna. Stajnia i 2 wozownie, browar z gorzelnią, 2 mur. piwnice, suszarnia, stajnia na konie fornalskie, wołownia, 2 karmniki, 3 kurniki, drewniany folwark z mieszkaniem dyspozytora, piekarnia z zagrodą na cielęta, obora, piwniczka na nabiał, gumno, 4 stodoły, spichlerz.

Koło dwora, na rzece Świślinie, staw i młyn o 2 kamieniach, stępach i olejami, 3 sadzawki, sad ze śliwami, jabłoniami, gruszami i wiśniami, kuźnia, nad Świśliną karczma ze stajnią. Do folwarku należy 6 niw, w tym zwana Bogusławiec, 4 łąki, 3 ogrody, 1 pastewnik. We wsi 25 dymów. 9 kmieci (Bartłomiej Kozioł, Paweł Pocheć, Maciej Wojtysiak, Stanisław Jaśtal, Jan Woydan, Franciszek Zięba, Franciszek Galba, Jakób Kozioł, Franciszek Wawnak), 2 półrolnych (Łukasz Kępiński, Dominik Pełka), 11 zagrodników (Wojciech Duś, Antoni Grzyb, Piotr Jastal, Wojciech Sławek, Zygmunt Lasek, Piotr Rogala, Jakub Fornal, Romuald Kaliśty, Marcin Kowal, Maciej Gulba, Jan Krawczyk, który jako polowy jest zwolniony ze świadczeń), 7 komorników (Piotr Waszynski, Grzegorz Krol, Andrzej Dudak, Kaspar Krakowiak, Franciszek Kępiński, wdowa Woydanowa, wdowa Sadowska), 2300 zagonów pustych.
Kmiecie pracują po 4 dni tygodniowo, sprzężajem dworskim w 2 konie i 2 woły, odrabiają po 2 dni powaby i 12 łokci oprawy, płacą po 24 gr czynszu, dają po 2 korce żyta, 2 kapłony i 40 jaj, półrolni dają połowę wymiaru, 6 zagrodników pracuje po 2 dni tygodniowo, pieszo, odrabia po 2 dni powaby i 4 łokcie oprawy, płaci po 3 gr czynszu, 1 zagrodnik pracuje 3 dni tygodniowo, pieszo, odrabia 6 łokci oprawy i płaci 6 gr czynszu, 3 zagrodników nie pracuje, ale płaci najem (dwóch po 25 zł, jeden 50 zł) i odrabia po 4 łokcie oprawy, komornicy pracują po 1 dniu tygodniowo. pieszo. Wszyscy dają stróżę, szarwark, w zamian za piwo koszą łąkę pod Wierzbnikiem, pasą trzodę, obrabiają kapustę i konopie, myją i strzygą owce, komornicy moczą i wyrabiają konopie. Subsidium charitativum wynosi 460 zł.
- 1787 1/2 Rzepina w parafii Świętomarz (obecnie Rzepin Pierwszy) liczy 129 mieszkańców, a 1/2 Rzepin w parafii Pawłów (obecnie Rzepin Drugi) liczy 97 mieszkańców, w tym 15 Żydów[19],
- 1815 do klasztoru należy między innymi las pod Rzepinem,
- 1819 folwark Rzepin z wsiami Rzepinek, Zawada i części Dąbrowy, a także drewnianym dworem, młynem i karczmą, należy do stołu opata, jest w dzierżawie[20],
- 1827 wieś liczyła 40 domów i 276 mieszkańców.

## Parafia, kościół, plebania
- Dziesięcina należy do prepozyta kieleckiego oraz plebanów Pawłowa i Świętomarzy, następnie do plebana Pawłowa i prepozyta wierzbnickiego.
- 1470-80 z łanów kmiecych. dziesięcina konopna z 4 wiązek i snopowa wartości do 12, czasami do 15 grzywien, zwożą do stodoły prepozyta kieleckiego on też pobiera dziesięcinę snopową z reszty wsi, tzn. z ról zagród, karczem i folwarku (Długosz L.B. I 438-9). Z całej wsi oprócz folwarku. dziesięcinę snopową wart. do 6, 12 lub 15 grzywien dowożą prepozytowi kieleckiemu z folwarku dziesięcina snopowa wartości do 2 grzywien należy do plebana Pawłowa. Kolęda i denar ś. Piotra należą do plebana Świętomarzy,
- 1529 z całej wsi dziesięcina snopowa wartości 12½ grzywny należy do prepozyta kieleckiego
- 1747 z folwarku dziesięcinę pobiera pleban z Pawłowa
- 1780 dziesięcinę snop. z niw dworskich należy do plebana Pawłowa, prócz niw Bogusławskiej i Kuczowskiej, skąd pobiera ją pleban Wierzbnika. Z gruntów chłopskich należy do prepozyta kieleckiego Z gruntu „Wydrzyszow”, nadanego poddanym przez dwór, dziesięcinę pobiera dwór, co kwestionuje pleban Pawłowa.
- 1854 z gruntów dworskich dziesięcina snopowa należy do plebana Pawłowa[21]

## Wydarzenia
- 1400 Paweł syn Stanisława jest studentem Uniwersytetu Krakowskiego,
- 1462 dnia 17 XII w Rzepinie Michał, opat świętokrzyski i Mikołaj, opat wąchocki uzgadniają warunki zamiany Mniszka na Jeżów.

## Miejscowości zaginione w otoczeniu Rzepina
1. Sczybrza
2. Lenartów Most
3. Florencja
4. Warschnalve (1393 Warschnalve) osada niezidentyfikowana, leżała k. Bodzentyna.
1393 Krzesław z Broniewic ofiarowuje klasztorowi świętokrzyskiemu źreb Warschnalve „in campo prope Bozencin” (Kodeks Małopolski. IV 1023). Koło Bodzentyna istniały osady, które później zanikły lub zmieniły nazwę (por. np. ZDM IV 948), jednakże w jego okolicy brak posiadłości klasztoru świętokrzyskiego. Albo więc opactwo szybko utraciło nadany mu źreb, albo też W. należy identyfikować z niezbyt odległym (10 km na E od Bodzentyna) Warszowem (ob. Warszówek), wsią szlach. (dziedzice występują w l. 1437-50: ZDM II 496; III 854; AG 1841), i przyjąć, że ofiarowana przez Krzesława jego niewielka część Warszowa włączona została w l. 1393-1442 do którejś z 2 graniczących z nim dużych wsi klasztor, tzn. Rzepina lub Rzepinka. W 1780 r. wśród posiadłości klasztornych w Pawłowie wspomniano łąkę zwana Warszowski[1].